# Stormgevær
Stormgevær kommer fra det tyske Sturmgewehr og betegner automatrifler eller automatkarabiner, typisk i mindre riffelkalibre. Betegnelsen stormgevær må ikke forveksles med henholdsvis maskingevær og maskinpistol. Et stormgevær vil normalt have mulighed for at skyde fuldautomatisk.
Eksempler på stormgeværer er StG 44, AK-47, M16 og Gevær M/95.
| Militær | Spire Denne artikel om militær er en spire som bør udbygges. Du er velkommen til at hjælpe Wikipedia ved at udvide den. |